# Humberto de Alencar Castelo Branco
Feldmaršal Humberto de Alencar Castelo Branco (20. rujna 1897. – 18. srpnja 1967.), brazilski vojni vođa, političar i državnik.
Rodio se u mjestu Fortaleza, država Ceara, u rimokatoličkoj obitelji. 1918. pristupio je brazilskoj vojsci i s činom pukovnika sudjelovao u Drugom svjetskom ratu.
Predsjednik Joao Goulart imenovao ga je načelnikom glavnog stožera oružanih snaga.
31. ožujka 1964. skupina urotnika provela je puč kojim je s vlasti srušen demokratski izabran predsjednik Goulart.
On je bio najistaknutiji vođa puča. Na vlast se popela vojna hunta koja će vladati do 1985. godine.
Raspustio je lijevu stranu Kongresa, zabranio sve političke stranke i umjesto toga uveo dvostranačje.
Vladao je od 15. travnja 1964. do 15. ožujka 1967. godine.
Na mjestu predsjednika, iako je to bio samo nominalno, naslijedio ga je njegov ministar rata maršal Artur da Costa e Silva.
Poginuo je u zrakoplovnoj nesreći.